# Michael Brial
Pour les articles homonymes, voir Brial.
 Michael Cameron Brial, né le 11 mai 1970 à Narrabri (Australie), est un ancien joueur de rugby à XV qui a joué avec l'équipe d'Australie. Il évoluait au poste de troisième ligne centre (1,93 m pour 104 kg).

## Carrière

### En club
- New South Wales Waratahs

### En équipe nationale
Il a disputé un test match le 30 octobre 1993 contre la France. Son dernier test match fut contre la Nouvelle-Zélande, le 26 juillet 1997.

## Palmarès
- 13 test matchs avec l'équipe d'Australie